# Parepedanus
Parepedanus is een geslacht van hooiwagens uit de familie Epedanidae.
De wetenschappelijke naam Parepedanus is voor het eerst geldig gepubliceerd door Roewer in 1912. 

## Soorten
Parepedanus omvat de volgende 2 soorten:
- Parepedanus bimaculatus
- Parepedanus bispinosus